# Кінематограф Нідерландів
Кінематограф Нідерландів — національне кіномистецтво і кіноіндустрія Нідерландів. За всю історію країни знято понад тисячу мистецьких і кілька сотень документальних фільмів. Найвищого розквіту художнє кіно досягало в 1910-і, 1930-і, 1970-і і 1990-і. Найвизнаніші режисери — Йоріс Івенс і Пол Верховен. Голландська школа анімації і школа документального кіно також мають високі заслуги.

## Історія

### Раннє кіно
Цей період відзначений домінуванням на кіноринку Голландії іноземного європейського і більшою мірою французького кіно. 1898 року оператор Махіель Ладде (нід. Machiel Laddé) зняв перші фільми: «Басейн для молоді в Амстердамі» (нід. Zwemplaats voor Jongelingen te Amsterdam), «Розтривожений рибалка» (нід. Gestoorde hengelaar), «Дитяча гра» (нід. Spelende kinderen), які не збереглися. Їх показували в «пересувному кінотеатрі» Крістіана Слікера. 1905 року відкрився офіс компанії «Pathé», який продавав фільми пересувним кінотеатрам у Амстердамі. 1911 року в Гарлемі створено першу кіностудію (працювала до 1919), яка випускала документальні та короткометражні художні фільми.
Завдяки нейтралітету Нідерландів у Першій світовій війні в країні бурхливо розвивався кінематограф. Перший повнометражний художній фільм «Невірність» (нід. Ontrouw, 1911, реж. Луїс Хріспейн спродюсував Ф. А. Ноггерат мол. (нід. F.A. Nöggerath Jr.), засновник першої кіностудії. Крім нього, француз Альфред Машен знімав для студії Pathé млини і рибалок. Найпліднішим режисером епохи німого кіно став Моріц Бінґер. Однак збереглося небагато голландських німих фільмів.
1921 року дистриб'ютори і прокатники об'єдналися в Нідерландську кіноасоціацію (NBB), що стала «фортецею» голландського кіно на наступні півстоліття. Того ж року А. Тушинський відкрив кінопалац в Амстердамі.
У 1920-х роках, через сильну конкуренцію з боку німецьких та американських фільмів, кіновиробництво майже припинилося. 1927 року в Амстердамі гурт молодих кінематографістів на чолі з Йорісом Івенсом створив об'єднання «Фільм-ліга», яке прагнуло оновити мову кіно і надати кінематографу соціальної спрямованості.
Діяльність цієї організації підготувала в 1930-і роки успіх нідерландського документального кіно. 1934 року з'явилися фільми: «Мертва вода» (реж. Герард Рюттен) і «Зейдер-Зе» (реж. Йоріс Івенс). Серед інших значних творів документального кіно: «Світ кристалів» (реж. Я. Мол) і «Острів Пасхи» (реж. Джон Ферно) — обидва 1934, «Старе місто» (1935, реж. В. Тухінський), «Балада про циліндрі» (1936, реж. М. де Хає).
1926 року законом, затвердженим у парламенті, введено цензуру. Через «Комітет кіноцензури» (нід. Centrale Commissie voor de Filmkeuring) проходили всі фільми аж до 1977 року. Основна причина — захист дітей, які в великій кількості відвідували кінотеатри. Керували комітетами мери міст, які іноді зверталися до третіх сторін.
Нідерландській школі документального кіно був характерний пошук нових засобів виразності, поетичне відбиття дійсності в поєднанні з гострою публіцистичністю, протиставлення комерційному кінематографу. Рівень художніх стрічок 1930-х років був значно нижчим від рівня документальних фільмів.
Звукове кіно прийшло в Нідерланди порівняно пізно. 1934 року вийшов перший звуковий художній фільм «Вільгельм Оранський» (реж. Ян Теніссен). Однак глядачам більше подобався другий звуковий фільм «Моряки» (1934, нід. De Jantjes). Картини ставили емігранти з Німеччини: Людвіг Бергер («Пігмаліон» за Б. Шоу, 1937, за участю відомої актриси Лілі Бауместер Фредерік Целнік («Завтра буде краще», 1938), Макс Офюльс, Дуглас Сірк. Усього до 1940 року в країні було знято 37 фільмів, 21 з яких — німецькими режисерами. Протести з боку голландських кіномеханіків 1934 року привели до того, що німецьким режисерам ставили умову наймання нідерландських асистентів.
У роки окупації країни голландське кіновиробництво, засноване переважно на театральних п'єсах і театральній режисурі, попри спроби нідерландських націонал-соціалістів, припинилося, а німецьке склало 18 фільмів. Зруйновано 32 кінотеатри. Заборонено показ англійських, французьких і американських фільмів. Попри це, відвідування кінотеатрів стрімко зростало в 1943—1945 роках, і 1946 року досягло історичного максимуму, після чого поступово знижувалося, особливо після появи телебачення в кінці 1950-х років.

### Після Другої світової війни
У післявоєнний період абсолютна більшість художніх фільмів на голландських екранах — зі США.
Створено кілька документальних фільмів, які відродили традиції нідерландської документальної школи: «Останній постріл» (1945, реж. Джон Ферно); «На дорозі разом» (1946, реж. Отто ван Неєнхоф) про рух опору; «Індонезія кличе» (1946, Йоріс Івенс), що викликав розкол у країні.
1948 року засновано «Кіноінститут в Амстердамі». Створено «Асоціацію наукового кіно» (1951).
У 1950-60-х роках міжнародну популярність принесли документальні та науково-публіцистичні фільми: Яна Корнеліса Мола — «Від Левенгука до електронного мікроскопа» (1951); Макса де Хаса — «Маскарад» (1952), «Амстердам — місто на воді» (1957); Хермана ван дер Хорста — «Ми кидаємо сіті» (1952), «Пан» (1962); Берта Ханстри — «Рембрандт, майстер портрета» (1956), «Скло» (1958); Йоріса Івенса — «Сена зустрічає Париж» (1957), який отримав «Золоту пальмову гілку».
На початок 1960-х документальне кіно набуло нового розвитку. Порівняно з попередніми стрічками, герої меншою мірою ставали метафорами, а більшою — особистостями. Майстри документальної кінематографії створили цікаві фільми: Берт Ханстра — «12 мільйонів» (1964), «Голос води» (1967); Джон Ферно — «Під небом Голландії» (1967). Луїс ван Гастерен показав свавілля поліції щодо студента у фільмі «Бо мій велосипед стояв тут» (1966). Стрічка Яна Вреймана (нід. Jan Vrijman) «Реальність Карела Аппеля» (1962), не мавши позитивного відгуку в Голландії, здобула «Золотого ведмедя» в Берліні.
Серед художніх фільмів: «Фанфари» (1958, реж. Берт Ханстра) про життя голландського села; «Дженні» (1958, реж. Віллі ван Хемерт) про трагічну долю дівчини (перший «чик-флік»); «Колеги, припиніть шум» (1960, реж. Фонс Радемакерс) — комедія з життя дрібних буржуа. Фільм «Напад» (1962, реж. Пол Рота) розповідав про боротьбу голландців у Другій світовій війні; фільм «Як дві краплі води» (1963) Фонс Радемакерса багато в чому деміфував роль героїв руху опору.
1958 року засновано Академію кіно (з 4-річним курсом навчання), а її випускники потрапляли під вплив Французької нової хвилі.
Від 1965 року держава надає кіно фінансову допомогу, в кіно приходить нове покоління кінематографістів. Висвітлюються актуальні проблеми сучасності: «Безславне повернення Йозефа Катуса в країну Рембрандта» (1966, реж. Вім Верстаппен і Пім де ла Парра); «Параноя» (1967, реж. Адріан Дітворст) і «Виродження Свіпів» (1967, реж. Ерік Терпстра). Вім Вертаппен і Пім де ла Парра зняли ще 13 фільмів, зокрема написаний спільно з Мартіном Скорсезе «Obsessions» (1969). Випускник «Голландської кіноакадемії» та римської «Кіношколи Centro Sperimentale di Cinematografia» Франс Вейс виступив з дебютним експериментальним фільмом «Дівчина-гангстер» (1966), який мав комерційний успіх.
Початок сімдесятих став поворотним для кіно. Знято фільми: «Анджела» (реж. Ніколай ван дер Гейде) і «Франк і Єва» (реж. Пім де ла Парра) — обидва 1973 року, а відмічені натуралізмом («Блю муві», 1971, реж. Вім Верстаппен; «Рахат-Лукум», 1973, реж. Пол Верговен) домоглися рекордних касових зборів. Так фільм «Рахат-Лукум» донині пір є найвідвідуванішим голландським фільмом (3,3 млн глядачів). Улюбленими героями ставали психічно хворі люди, повії: «Руда Сін» (1974, реж. Франс Вейс), «Дитя сонця» (1975, реж. Рене ван Ні. Комерційного успіху досяг жанровий фільм Франса Вейса «Грабіжник» (1972). У фільмах режисера Йоса Стеллінга «Марікен з Неймегена», (1974), «Елкерлік», (1975) у жанрі мораліте на екранах відтворювалося середньовіччя. Експериментатором в галузі кольору і техніки став Франс Звартьєс: «Це я» (1977), «Пентіменто» (1979). Гротеск як основний прийом уведено в сатиричні стрічки: «Доктор Пулдер сіє мак» (реж. Берт Ханстра) і «На переїзді» (реж. Ерік ван Зейлен) — обидва 1975 року.
Значним досягненням кіно став фільм «Макс Гавелар» (за Мультатулі, 1976, реж. Радемакерс), що викриває колонізаторську політику Нідерландів у Індонезії в XIX столітті, а також антифашистські фільми «Солдат королеви» (1977, реж. Пол Верговен) і «Пастораль 1943» (за Сімоном Вестдейком, 1978, реж. Вім Верстаппен).
Проблеми країн, що розвиваються також відбито в документалістиці: «Повідомлення з Біафри» (1969, реж. Луїс ван Гастер), «Революція в Африці» (1972, Йоган ван дер Кьокен, Р. Кербос), «Прикордонне перехрестя» (1974, реж. Франс Бромет). До теми злочинів фашизму повертає фільм «Тінь сумніву» (1975, реж. Р. Ортелія).
Завдяки касовим хітам Пола Верговена голландські актори Рутгер Гауер і Єрун Краббе досягли світового визнання. Сам Пол Верговен і оператор Ян де Бонт почали успішну роботу в Голлівуді.
Пік відвідування голландцями кінотеатрів припав на 1978 рік, коли йшов показ голлівудських фільмів «Бріолін» і «Лихоманка суботнього вечора», а потім показники відвідуваності падали аж до середини 1990-х.
На початку 1980-х більшість голландських фільмів провалювалися в прокаті, багато режисерів тільки починали кар'єру, фінансування кіновиробництва було недостатнім. Держава заснувала два фонди для забезпечення грошима виробників: Фонд Голландського Кіно і Фонд копродукції і внутрішнього мовлення. 1993 року останній об'єднався з Фондом виробництва, ставши Нідерландських кінофондом.
Престиж голландського кіно виріс після здобуття «Оскара» за фільми «Напад» (1986) Фонса Радемакерса, «Лінія Антонії» (1995) Марлін Горріс і «Характер» (1997) Майка ван Діма. Комедійний хіт «Дивна сімейка Флоддер» (1986) Діка Мааса породив сиквели, але в цілому, успіх голландського кіно залишався нестабільним.
1998 року Міністерство економіки розробило програму щодо зменшення податків для приватних інвесторів, що дозволило протягом п'яти років залучити в індустрію 200 млн євро. Частка фільмів, що знімаються в Голландії, зросла від 3,7 % у 1997 році до 13,6 % у 2003 році. Почала зростати кількість дитячих фільмів. Серед них — «Абелтьє—летючий хлопчик» (1998) і «Леді-кішка» (2001). Програма Міністерства завершилася 2003 року.
Режисери, які були обмежені в засобах, знімали незвичне кіно. Роберт ван Вестдейк зняв картини «Маленька сестра» (нід. Zusje, 1995), «Сибір» (1998). Едді Терсаль зняв «Сімон» (2004).

## Анімація
Одним з піонерів голландської анімації був угорець Георг Пал, який заснував у 1930-і студію в Ейндговені і знімав анімаційну рекламу, зокрема для Philips. Перед другою світовою війною він виїхав працювати в Голлівуд, але залишив у Голландії учнів. Під час війни знімалися пропагандистські мультфільми.
У 1950—60-і рекламну, промислову й освітню анімацію виробляли такі режисери як Мартен Тондер, (нід. Marten Toonder) — «Toonder Studio» і Йоп Ґесінк, (нід. Joop Geesink) — «Dollywood».
У 1970—80-і кількість мультиплікаторів, що знімають короткометражні фільми, значно зросла, завдяки фінансовій підтримці держави і зростанню інтересу до анімації серед продюсерів.
Сучасна мультиплікація Голландії має особливий почерк, на який не впливає міжнародна мода, і навіть серед молодих режисерів комп'ютерні фільми поодинокі. Головне надбання анімації Нідерландів — мальоване кіно. Серед авторів виділяються датчанин Борге Рінг, (Børge Ring), який зробив усього три фільми, два з яких номінувалися на Оскар, Герік ван Дріссен з картинками, що на ходу змінюють обриси і пропорції, а також Міхаель Дудок де Віт, чиї твори отримують найвищі оцінки глядачів.
Переможцями та номінантами багатьох фестивалів були прихильний до класичного мистецтва художник-аніматор Мартен Коопман, абстракціоніст Адріаан Локман, мінімалістка Кріста Мускер, постмодерніст Росто.
Анімаційні фільми «Анна і Белла» (Anna & Bella, 1984) Борге Рінга і «Батько й дочка» (2000) Міхаеля Дудока де Віта відзначено «Оскаром».

## Фестивалі кіно
1972 року засновано Міжнародний кінофестиваль у Роттердамі. Від 1982 року проводиться Нідерландський кінофестиваль в Утрехті. 1988 року почав роботу Міжнародний кінофестиваль документального кіно.

## Кіноіндустрія
Кіностудії розташовані в Гаазі, Утрехті та Амстердамі. Працює Музей кіно. Від 1965 року видається журнал з питань кіно «Skoop».
Станом на 2004 рік в Голландії знімалося 30 фільмів на рік. Показ європейського кіно становив 70 фільмів, американського кіно — 115 фільмів. У країні діяло 243 кінотеатри і 690 екранів, розрахованих на 114,880 глядачів.

## Найвідвідуваніші фільми
За даними на 2008 рік найвідвідуванішими фільмами голландського виробництва за всю історію були:
- «Рахат-Лукум», 1973
- «Фанфари», 1958
- «Ціске на прізвисько „Пацюк“», (1955, нід. Ciske de Rat)
- «Справа є справа», 1971
- «Блю муві», 1971
- «Дивна сімейка Флоддер», 1986
- «Кіті-вертихвістка[nl]», 1975
- «Голландець», 1963
- «Ціске на прізвисько „Пацюк“», (1984, нід. Ciske de Rat)
- «Помаранчевий солдат», 1977
- «Флоддери в Америці», 1992
- «Напад», (1962, нід. De Overval)
- «Нереальне кохання[nl]», (2007, нід. Alles Is Liefde)
- «Королівство для коня», (1949, нід. Een koninkrijk voor een huis)
- «Крихта», (1999, нід. Kruimeltje)

## Актори та акторки
| - Віллек ван Аммелрой - Монік ван де Вен - Федя ван Хюет - Пітер Фабер - Хууб Штапель - Ханс Боскамп - Герман ван Вен | - Єрун Краббе - Дерек де Лінт - Вінсент ван Оммен - Карел Стрюкен - Гаррі Гейс - Рутгер Гауер - Клара Бовенберг - Нінке Брінкгьойс | - Марушка Детмерс - Сільвія Крістель - Аннет Мальерб - Сильвія Міллекам - Гузьє Недергорст - Текла Рьотен - Каріс ван Гаутен - Фамке Янссен |

## Режисери
| - Керім Берсанер - Йохан Ван дер Кьойкен - Алекс ван Вармердам - Пол Верговен - Тео ван Гог - Йоріс Івенс - Антон Корбейн - Єрун Краббе | - Йос Стеллінг - Луїс Гріспейн - Нушка ван Бракель - Сайрус Фріш - Марлін Горріс - Берт Ханстра - Мартин Колговен - Пітер Куйперс | - Леопольд Нанук - Йорам Люрсен - Дік Маас - Тім Оліхоєк - Фонс Радемакерс - Едді Терсаль - Ян ван дер Вельде - Майк Ван Дім |

## Оператори
- Едуард ван дер Енден
- Франс Бромет[nl]
- Ян де Бонт
- Антон ван Мюнстер
- Ф. Таммес
- Робі Мюллер[ru]
- Гурт Гілтай[ru]